# Salzburger Äbtekonferenz
Die Salzburger Äbtekonferenz (SÄK) ist eine Vereinigung der höheren Oberen der eigenberechtigten Benediktinerklöster des deutschen Sprachraums nach Art. 23 Perfectae caritatis des Zweiten Vatikanischen Konzils und c. 708 Codex Iuris Canonici.

## Geschichtliche Wurzeln
Die geschichtlichen Wurzeln der SÄK liegen im 17. Jahrhundert. Bayerische, schwäbische, schweizerische und Salzburger Benediktinerabteien gründeten auf Betreiben von Erzbischof Markus Sittikus von Hohenems und Abt Joachim Buchauer der Salzburger Benediktinerabtei St. Peter eine Konföderation, die Trägerin der Salzburger Benediktineruniversität wurde. Die Konföderation ging 1803 aufgrund der Säkularisation faktisch unter. Die Universität wurde 1810 von der bayerischen Regierung zu einem Lyzeum herabgestuft; das vormalige Fürsterzbistum Salzburg gehörte damals zum Königreich Bayern, noch nicht zum Kaisertum Österreich.
1923/1924 wurde die Konföderation wiederbelebt. Ziel war die Wiedererrichtung der Benediktineruniversität. Als erster Schritt wurde 1924 ein Benediktinerkolleg eröffnet. 1928 wurde ein Philosophisches Institut päpstlichen Rechts errichtet, das 1955 der Benediktinerhochschule S. Anselmo aggregiert wurde. Unter dem Nationalsozialismus kam das Wirken der Konföderation und des Kollegs zum Erliegen. Nach dem Krieg wurden zwar die Rechte der Konföderation an den akademischen Institutionen durch Verträge mit dem Salzburger Erzbischof und dem Staat bestätigt, nennenswerte Tätigkeiten gab es aber nicht.
Die eigentliche Reaktivierung erfolgte 1956 durch Abtprimas Bernard Kälin. Die Konföderation gab sich Statuten, in denen sie als Ziele die Beteiligung an der Theologischen Fakultät und dem Philosophischen Institut sowie die Förderung einer katholischen Universität in Salzburg angab. Mitglieder konnten alle Abteien des deutschen Sprachgebiets werden, die der Regula Benedicti folgten. Das Ziel der Gründung einer katholischen Universität in Salzburg wurde obsolet, als 1962 eine staatliche Universität gegründet wurde.

## Gründung
Die Rechtsform, die bis heute fortdauert, wurde im Anschluss an das zweite Vatikanische Konzil beschlossen. Das Konzil hatte in Art. 23 Perfectae Caritatis die Möglichkeit eröffnet, dass Obere sich zu Konferenzen oder Räten zusammenschließen. Diese Rechtsform wurde von den Äbten aufgegriffen. Abt Pius Buddenborg machte einen Entwurf entsprechender Statuten. Ziel war es, den bis dahin unklaren Status der Konföderation sowohl kirchenrechtlich als auch zivilrechtlich zu klären. 1969 wurden die neuen Statuten von den Äbten beschlossen, 1970 erteilte die Religiosenkongregation die Approbation mit wenigen Änderungswünschen. Mitglieder waren nicht mehr die Klöster selbst, sondern die Oberen. Aus der Verbandskörperschaft wurde eine Personalkörperschaft. Als Zweck der Konferenz wurden die Zusammenarbeit auf verschiedenen Feldern sowie die Mitarbeit an der theologischen Fakultät in Salzburg genannt. Von nun ab führte der Verband den deutschen Namen „Salzburger Äbtekonferenz“.

## Derzeitige Aufgaben
Die SÄK wirkt darauf hin, dass Lehrstühle der Theologischen Fakultät der Universität Salzburg mit Benediktinern besetzt werden. Insbesondere trägt die SÄK Verantwortung für das Philosophische Institut. Die SÄK beteiligt sich am Katholischen Hochschulwerk, am Internationalen Forschungszentrum, sie veranstaltet die Salzburger Hochschulwochen, die Ostertagungen als Versammlungen der Äbte und gibt Bücher heraus.

## Vorsitzende der SÄK
1. Abt Albert Schmitt, Grüssau-Wimpfen (1957–1970)
2. Abt Augustin Mayer, Metten (1970–1971)
3. Abt Odilo Lechner, St. Bonifaz/München (1972–1982)
4. Abt Christian Schütz, Schweiklberg (1982–1988)
5. Abt Clemens Lashofer, Göttweig (1988–1994)
6. Abt Bernhard Maria Lambert, Scheyern (1994–2003)
7. Abt Benno Malfèr, Muri-Gries (2003–2012)
8. Abt Theodor Hausmann, St. Stephan/Augsburg (seit 2012)

## Herausgegebene Schriften
Die Salzburger Äbtekonferenz gibt das Monastische Stundenbuch und das Monastische Rituale heraus. 1990 wurde eine deutsche Übersetzung der Regel Benedikts publiziert, 1992 eine deutsch-lateinische Ausgabe.